# Gomphaeschna furcillata
Gomphaeschna furcillata – gatunek ważki z rodziny żagnicowatych (Aeshnidae). Występuje na terenie Ameryki Północnej – w południowo-wschodniej Kanadzie i wschodniej połowie Stanów Zjednoczonych.

## Cechy wyróżniające
Samiec charakteryzuje się stosunkowo niewielkimi rozmiarami, zielonymi oczami, nieregularnymi, jasnozielonymi znaczeniami na tułowiu, zielonymi i rdzawopomarańczowymi (może wyglądać na złote) znaczeniami na brzuchu oraz rozwidlonym epiproktem. Samica podobnie do samca, z wyjątkiem jaśniejszego ubarwienia oraz krótszych, wąskich cerci.

## Opis siedliska
Występuje we wschodnich Stanach Zjednoczonych i południowo-wschodniej Kanadzie. Gatunek ten zamieszkuje płytkie, zalesione stawy bagienne (często z mchami torfowcami) oraz bagna i rowy olchowe lub cedrowe. Preferowane siedliska mogą być zasilane ze źródeł.